# Yuma (Arizona)
Yuma (cocopa Yuum) és una població dels Estats Units, seu del comtat de Yuma, a l'estat d'Arizona. Segons el cens del 2008 tenia 90.041 habitants.

## Demografia
Segons el cens del 2000, Yuma tenia 77.515 habitants, 26.649 habitatges, i 19.613 famílies La densitat de població era de 280,6 habitants/km².
Dels 26.649 habitatges en un 38,8% hi vivien nens de menys de 18 anys, en un 56,6% hi vivien parelles casades, en un 13,1% dones solteres, i en un 26,4% no eren unitats familiars. En el 21,7% dels habitatges hi vivien persones soles el 9,8% de les quals corresponia a persones de 65 anys o més que vivien soles. El nombre mitjà de persones vivint en cada habitatge era de 2,79 i el nombre mitjà de persones que vivien en cada família era de 3,27.
Per edats la població es repartia de la següent manera: un 29,6% tenia menys de 18 anys, un 11,9% entre 18 i 24, un 27,1% entre 25 i 44, un 17,5% de 45 a 60 i un 13,9% 65 anys o més.
L'edat mediana era de 31 anys. Per cada 100 dones de 18 o més anys hi havia 97,2 homes.
La renda mediana per habitatge era de 35.374 $ i la renda mediana per família de 39.693 $. Els homes tenien una renda mediana de 29.465 $ mentre que les dones 23.847 $. La renda per capita de la població era de 16.730 $. Aproximadament el 12,1% de les famílies i el 14,7% de la població estaven per davall del llindar de pobresa.

## Poblacions més properes
El següent diagrama mostra les poblacions més properes.